# Robert Muczynski
Robert Muczynski est un compositeur américain de musique contemporaine, né à Chicago (Illinois) le 19 mars 1929 et mort à Tucson (Arizona) le 25 mai 2010.

## Biographie
Muczynski a étudié le piano avec Walter Knupfer et la composition avec Alexandre Tcherepnine à l'Université DePaul de Chicago à la fin des années 1940, où il obtient deux diplômes pour ses performances au piano (1950 et 1952). À 29 ans, il fit ses débuts au Carnegie Hall, donnant un programme de ses propres compositions pour piano. Par la suite, il est enseignant dans cette université, ainsi qu'au Loras College (Dubuque, Iowa), à l'université Roosevelt de Chicago, avant de s'installer à Tucson, dans les années 1960 où il est compositeur en résidence à l'Université d'Arizona et directeur du département de composition. Il conserva ces postes jusqu'à sa retraite en 1988.
Parmi plus de cinquante compositions à son catalogue, ses sonates pour flûte et piano (1961), saxophone alto et piano (1970), et Time Pieces pour clarinette et piano (1984) sont entrées au répertoire et sont régulièrement jouées, tout comme sa musique pour piano. Ses œuvres apparaissent de plus en plus souvent dans les programmes des concerts aux États-Unis, en Europe, en Australie, au Mexique. Ses compositions pour orchestre sont jouées par l'Orchestre symphonique de Chicago, l'orchestre symphonique de Cincinnati, le National Symphony Orchestra, D.C., le Tucson Symphony Orchestra, l'orchestre du Minnesota et d'autres orchestres à l'étranger.
Muczynski meurt d'une leucémie à Tucson le 25 mai 2010, à l'âge de 81 ans.

## Œuvres principales
- Symphonie no 1 (1953)
- Six Préludes (1953-1954), op. 6
- Sonate pour flûte et piano, op. 14
- Toccata, op. 15
- Scherzo pour trompette solo, op. 15
- Trois Préludes pour flûte, op.18
- Sonate pour saxophone alto et piano, op. 29
- Trio pour violon, alto et violoncelle, op. 31
- Sonate pour piano no 3 (1973-74)
- Duos pour flûtes (1974), op. 34
- Maverick Pieces (1977), op. 37 - 12 pièces courtes pour piano solo
- Concerto pour saxophone alto et orchestre, op. 41
- Time Pieces pour clarinette et piano (1984), op. 43
- Concerto pour 5 trombones, op. 43
- Duos pour flûte et clarinette, op. 24

## Sources
1. ↑  Arizona Daily Star

- (en) Cet article est partiellement ou en totalité issu de l’article de Wikipédia en anglais intitulé « Robert Muczynski » (voir la liste des auteurs).